# Maria Gripe

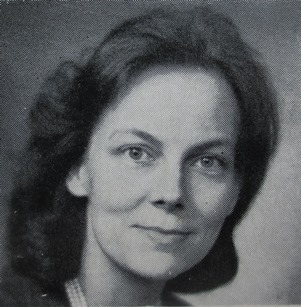
Maria Gripe

Maria Gripe (* 25. Juli 1923 in Vaxholm; † 5. April 2007 in Rönninge, Gemeinde Salem) war eine schwedische Schriftstellerin.
Maria Gripe studierte Philosophie und Religionsgeschichte und zählt heute neben Astrid Lindgren zu den wichtigsten skandinavischen Kinderbuchautorinnen.

## Leben
Maria Gripe wurde als Maria Walter in Vaxholm geboren, zog aber mit sechs Jahren nach Örebro. Nachdem sie dort einige Jahre gelebt hatte, zog sie nach Stockholm, wo sie ihr Abitur machte und an der Stockholmer Universität studierte.
1946 heiratete sie den Künstler Harald Gripe, der die meisten Umschläge ihrer Bücher illustrierte. Die beiden haben eine Tochter, Camilla Gripe, die als Autorin und Übersetzerin arbeitet.
Maria Gripe schrieb 38 Bücher, die in 29 Sprachen übersetzt wurden. Ihr letztes Buch erschien 1997. Viele ihrer Bücher wurden auch verfilmt.
Sie starb am 5. April 2007 nach langer Krankheit.

## Werke (Auswahl)
- Josefine (Josefin, 1961)
- Hugo und Josefine: Die Geschichte einer dicken Freundschaft (Hugo och Josefin, 1962)
- Sommer mit Metta und Mulle (De små röda, 1960)
- Papa Pellerins Tochter (Pappa Pellerins dotter, 1963)
- Die Kinder des Glasbläsers (Glasblåsarns barn, 1964)
- Der König und der Prügelknabe (I klockornas tid, 1965)
- Hugo (illustriert von Ursula Kirchberg) (Hugo, 1966)
- Der Nachtpapa (Nattpappan, 1968)
- Der Glastunnel (Glastunneln, 1969)
- Meine Tante die Geheimagentin (Tanten, 1970)
- Was wird aus Julias Haus (Julias hus och nattpappan, 1971)
- Elvis und die Sonnenblumen (Elvis Karlsson, 1972)
- Elvis, der kleine Pechvogel (Elvis! Elvis!, 1973)
- Der grüne Mantel (... ellen, dellen ..., 1974)
- Käfer fliegen in der Dämmerung (Tordyveln flyger i skymningen, 1978)
- Sonntagskinder hören das Gras wachsen (Agnes Cecilia – en sällsam historia, 1981)

## Verfilmungen
- 1968: Hugo und Josefin (Hugo och Josefin)
- 1977: Elvis, Elvis!

## Auszeichnungen
- 1963: Nils-Holgersson-Plakette
- 1966: Expressens Heffaklump (1. Preisträgerin dieser Auszeichnung)
- 1972: Astrid-Lindgren-Preis
- 1974: Hans Christian Andersen Award
- 1984: BMF-Plakette